# Bécasse d'Amami
Scolopax mira
Espèce
Statut de conservation UICN

 VU A3ce+4ce : Vulnérable
La Bécasse d'Amami (Scolopax mira) est une espèce d’oiseaux appartenant à la famille des Scolopacidae, endémique des îles du nord d'Okinawa au Japon.